# ネチリング湖

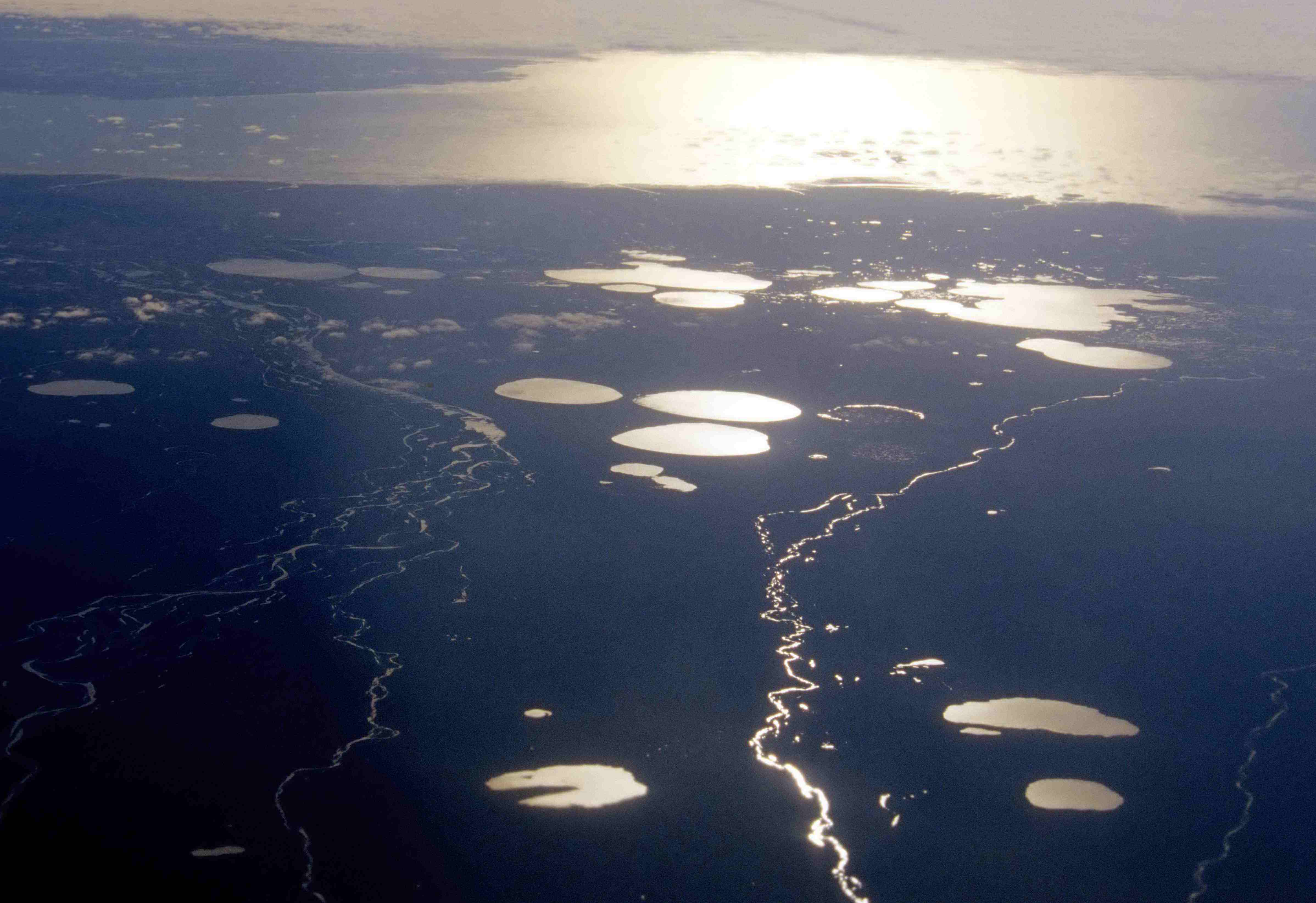
奥がネチリング湖

ネチリング湖 (Nettilling Lake) は、カナダのヌナブト準州、バフィン島南部にある淡水湖。
面積は5,542km2で島にある湖としては世界最大、水深は最大123mである。ネチリング湖はヌナブト準州でも最大の湖であり、またカナダでは11番目である。
北極線が湖を通っている。
湖の名前はイヌクティトゥット語由来であり、成体のワモンアザラシを指す語からきている。
フランツ・ボアズが1884年に南岸を探検している。
ネチリング湖にはバフィン島第二の湖アマジュアク湖などからの水が注いぎ、非常に浅いKoukdjuak川を経てフォックス湾へと流出する。
湖東部には多くに島がある一方、西部には島はなく水深も深くなっている。一年のうち大半は凍結している。
ワモンアザラシが生息しており、魚類は3種のみが記録されている。